# Verteillac
Verteillac là một xã, nằm ở tỉnh Dordogne vùng Aquitaine của Pháp. Xã này có diện tích 18,44 km², dân số năm 2005 là 645 người. Xã nằm ở khu vực có độ cao trung bình 135 m trên mực nước biển.
Đây là thủ phủ của tổng Verteillac.

## Thông tin nhân khẩu
| Năm    | 1962 | 1968 | 1975 | 1982 | 1990 | 1999 | 2005 |
| ------ | ---- | ---- | ---- | ---- | ---- | ---- | ---- |
| Dân số | 683  | 655  | 652  | 724  | 706  | 675  | 6 45 |